# They Don’t Care About Us
A They Don’t Care About Us Michael Jackson amerikai énekes negyedik kislemeze HIStory: Past, Present and Future, Book I című albumáról. 1996 márciusában jelent meg. A társadalmi problémákat kritizáló dalhoz két videóklip is készült Spike Lee rendezésében. Az egyiket Brazíliában forgatták, ahol a helyi hatóságok megpróbálták megakadályozni a forgatást, mert attól tartottak, a nyomornegyedben forgatott klip rombolni fogja az országról kialakult képet épp abban az időben, amikor a 2004-es olimpia megrendezési jogára pályáztak (a helyi lakosok azonban örültek a klipnek). A másik klipet egy börtönben forgatták.
Az Egyesült Államokban ez Jackson egyik legtöbbet vitatott dala, megjelenésekor szövege miatt antiszemitizmussal vádolták, ami miatt Jackson bocsánatkérésre kényszerült és a későbbi felvételeken változtatott a szövegen. Az énekes szerint bírálói félreértették vagy félreértelmezték azt a sort.
A dal minden európai országban top 10 sláger lett, Németországban három héten át vezette a slágerlistát. Az Egyesült Államokban a rádióadók nem szívesen játszották a nagy vitákat kiváltó dalt, így csak a 30. helyet érte el a Billboard Hot 100-on.
A dal egy remixe – melybe részletek kerültek a Tabloid Junkie, valamint az Invincible albumon szereplő Privacy számból is – 2011 novemberében megjelent az Immortal című válogatásalbumon.

## Zenéje és szövege
A dal egy kisgyerek kántálásával kezdődik – Enough is enough of this garbage! / „Elég már ebből a szemétből!” – majd felhangzik a refrén a cappella változata – All I wanna say is that they don’t really care about us / „Csak azt akarom mondani, hogy nem igazán törődnek velünk”. A musicnotes.com-on közzétett kotta szerint a dal D-mollban, négynegyedes ütemben íródott, tempója 88 BPM, hangszerei többek közt zongora és gitár. James Hunter, a Rolling Stone magazin munkatársa szerint Jackson zeneileg már meg sem próbálta titkolni, hogy excentrikus, és ebben a dalban űzöttebbnek tűnt, mint valaha.

## Fogadtatása
A dal az Egyesült Királyságban a 4. helyet érte el és három hónapig maradt a slágerlistán. Európában máshol is nagy sikert aratott, minden slágerlistán, ahová felkerült, az első tíz hely valamelyikét érte el; Ausztriában, Svájcban, Franciaországban, Belgiumban és Svédországban lett a legsikeresebb, ezen országok mindegyikében a top 5-be került és minimum 21 hétig maradt a slágerlistán. Németországban, ahol 30 hetet töltött a listán, három hétig állt az első helyen, ezzel Jackson legtöbb időt egyvégtében a slágerlistán töltött dala az országban.
Az Egyesült Államokban a dalszöveg miatti botrány negatívan hatott a dal sikerére: a rádiók nem szívesen játszották. A Billboard Hot 100 slágerlistán csak a 30. helyet érte el, nem lett olyan sikeres, mint az album előző két kislemeze, a Scream és a You Are Not Alone. A Billboard Hot R&B Singles slágerlistán a 10. helyet érte el.

### A szöveg körüli viták
A The New York Times 1995. június 15-én, az album megjelenése előtti napon megjelent cikkében azt állította, a dal szövegében antiszemita kifejezés található. A Jew me, sue me, everybody do me / Kick me, kike me, don’t you black or white me sort (kb. „zsidózz le, perelj be, izélgessen mindenki / rúgj belém, hívj bibsinek, ne merj feketének vagy fehérnek címkézni”) pejoratívnak tartotta. Jackson így válaszolt a cikkre: „Nagyon bántó és félrevezető, hogy kifogásolhatónak tartják a szöveget. A dal épp az előítélet és gyűlölet okozta fájdalomról szól, és társadalmi, politikai problémákra akarja felhívni a figyelmet. Én vagyok a vádlottak és megtámadottak hangja, én vagyok mindenki hangja – én vagyok a skinhead, a zsidó, a fekete, a fehér. Nem én vagyok a támadó. A dal a fiatalokat ért igazságtalanságokról szól, és arról, hogy a rendszer ártatlanul elítélheti őket. Felháborodott és dühös vagyok, hogy ennyire félreértelmeztek.”
Mikor az ABC News csatorna Prime Time Live műsorában a dalszövegről kérdezték, Jackson kijelentette: „A szöveg nem antiszemita, mert nem vagyok rasszista. Sosem tudnék az lenni. Minden népcsoportot szeretek.” Azt is megjegyezte, hogy legközelebbi munkatársai és barátai közt is vannak zsidók. Menedzsere és lemezkiadója is támogatta az énekest, és briliánsnak nevezték a dalszöveget, melyet szerintük szövegkörnyezetből kiragadva értelmeztek félre. Másnap az amerikai zsidó közösség két prominens alakja kijelentette, hogy bár Jackson a diszkriminációt elítélő dalt akart írni, a kísérlet visszafelé sült el, és a szöveg nem felel meg a tizenéves közönségnek, akik esetleg nem értik meg a kontextust, valamint más hallgatók is kétértelműnek találhatják. Elfogadták azonban, hogy Jackson jót akart, és azt javasolták, írjon pár magyarázó sort az album borítószövegébe. Június 17-én Jackson ismét nyilvánosan bocsánatot kért, és megígérte, hogy az album további kiadásaiban szerepelni fog bocsánatkérése, de eddigre már kétmillió példány került a boltokba az albumból. „Szeretném, ha mindannyian tudnák, mennyire elkötelezett híve vagyok a toleranciának, a békének és szeretetnek, és elnézést kérek mindenkitől, akit esetleg megsértettem.” Június 21-én Patrick Macdonald, a The Seattle Times munkatársa is kritizálta Jacksont a szóhasználatért. „Lehet, hogy üvegházban nőtt fel, de nincs mentség egy popdalban a 'bibsi' szó használatára, hacsak nem nyilvánvaló a szövegből, hogy elítéli az ilyen szavakat.” Jackson két nappal később úgy döntött, visszatér a stúdióba és az album további változatain megváltoztatja ezeket a szavakat a do me és strike me (kb. „cseszegess” és „üss meg”) kifejezésekre. A videóklipekben benne maradt ugyan az eredeti szöveg, de hangos zajjal érthetetlenné tették. Jackson ezek után megismételte bocsánatkérését. Spike Lee azonban megjegyezte, hogy a zeneiparra kettős mérce jellemző: a The New York Times az ugyanezen az albumon, a This Time Around című dalban The Notorious B.I.G. szájából elhangzó „nigger” szón nem akadtak fenn. (Megjegyzendő azonban, hogy The Notorious B.I.G. maga is fekete.)

## Videóklipek
A dalhoz készült első videóklipet Brazíliában forgatták két helyszínen: Rio de Janeiro Dona Marta nevű nyomornegyedében, valamint Salvador da Bahiában. A videóklip forgatása nehézségekbe ütközött. Az állami hatóságok megpróbálták megakadályozni, hogy az énekes az országban forgasson, mert féltek, hogy rossz hatással lesz az idegenforgalomra; ezenkívül a szegények kihasználásával is gyanúsították Jacksont. Ronaldo Cezar Coelho, az ipari, kereskedelmi és idegenforgalmi miniszter azt követelte, hogy beleszólhassanak az elkészült klip vágásába. „Nem értem, miért kellene hozzájárulnunk olyan felvételek készítéséhez, amelyek nem segítik azt a törekvésünket, hogy rehabilitáljuk a Rióról kialakult képet.” Egyeseket az is zavart, hogy a szegénységet és emberi jogi problémákat bemutató képsorok rontani fogják az ország esélyét a 2004-es olimpia megrendezésére. Voltak azonban, akik támogatták Jacksont abban, hogy rámutasson a térség problémáira, és azzal érveltek, hogy a kormány csak azt akarja megakadályozni, hogy valaki felhívja a figyelmet arra, miben vallottak kudarcot.
A forgatást egy bíró betiltotta, de fellebbezés után megkezdhették a forgatást. A lakosok örültek Jacksonnak és a forgatás alatt rajongók tömege vette körül. Két helybéli nőnek is sikerült áttörni a biztonságiak gyűrűjén, hogy átölelje Jacksont, aki elesett, majd a rendőrök lehúzták róla a nőket. A jelenet bekerült a videóklipbe. A forgatás alatt 1500 rendőr és 50 biztonsági őrként alkalmazott helybéli teljesen lezárta a Dona Marta városrészt. Egy feltételezés szerint Jackson a helyi drogkereskedőkkel is tárgyalt, hogy forgathasson a nyomornegyedben.
A videóklipet Spike Lee rendezte. Mikor megkérdezték, miért őt választotta, Jackson így válaszolt: „A They Don’t Care About Us kemény dal. Spike Lee ötlete volt, hogy ő rendezze. A dal arról szól, hogy felhívjuk az emberek figyelmét a problémákra, és ő ért ehhez. Tüntetés jellegű dal, és ő a legjobb rendező erre.” Jackson az Olodum együttes 200 tagjával is együtt dolgozott. A dal sikere felhívta a figyelmet az Olodumra, akik világszerte ismertté váltak és hazájukban is nőtt hírnevük. A videóklip elején egy brazil nő azt mondja: Michael, eles nao ligam pra gente, azaz: „Michael, ezek nem törődnek velünk.”
Lúcia Nagib így írt a klipről a The New Brazilian Cinemában: „Mikor Michael Jackson úgy döntött, hogy legújabb videóklipjét egy Ri de Janeiró-i favelában forgatja (…) a nyomornegyed népét statisztákként alkalmazta egy hatalmas látványosságban. Az egészben végig érezhető halványan a politikai célzat… Michael Jackson módszerében az az érdekes, hogy hatékonyan teszi láthatóvá a Brazíliához hasonló országokban tapasztalható szegénységet anélkül, hogy a hagyományos politikai beszéd módszereihez folyamodna. A probléma viszont az vele, hogy nem foglalkozik azzal, hogy lehetne javítani ezen a helyzeten.”
2009-ben a Billboard „a társadalmi fejlődés modelljének” nevezte a területet, és kijelentette, hogy ez részben Jacksonnak köszönhető.
Jackson életében először második videóklipet is forgatott egy dalához. Ezt börtönben forgatták, és az énekes bilincsben is látható benne; közbevágott jeleneteken rendőrök afro-amerikaiak elleni támadása, a Ku Klux Klan, népirtás, kivégzés és egyéb emberi jogi problémák láthatóak.
Jackson 2009. június 25-én bekövetkezett halála után megjelent egy rövid videófelvétel, melyen az énekes előadja a dalt egy egyveleg részeként a HIStory, Ghosts, Why You Wanna Trip On Me és She Drives Me Wild dalok részletével együtt, miközben a This Is It koncertsorozatra próbál.
A dal videóklipjei szerepelnek a HIStory on Film, Volume II és a Michael Jackson’s Vision című kiadványokon.

## Feldolgozások
- 2009-ben a Northern Kings feldolgozta a dalt bónuszdalként Rethroned című, 2008-ban megjelent albumán.
- Tupac Shakur 2002-ben megjelent Better Dayz című albumának They Don’t Give a F*** About Us című dala szövegében és zenei stílusában hasonló; Tupac a feketék és a munkásosztály megpróbáltatásaira utal.

## Dallista
Maxi kislemez (USA, Japán)
1. They Don’t Care About Us – 4:44
2. They Don’t Care About Us (Charles Full Joint Mix) – 4:56
3. They Don’t Care About Us (Love to Infinity Walk in the Park Radio Mix) – 4:46
4. They Don’t Care About Us (Love to Infinity Classic Paradise Radio Mix) – 3:41
5. They Don’t Care About Us (Track Master’s Radio Edit) – 3:41
6. Rock with You (Frankie’s Favorite Club Mix) – 7:39
7. Earth Song (Hani’s Club Experience) – 7:55

CD kislemez (USA)
1. They Don’t Care About Us – 4:44
2. Rock with You (Frankie’s Favorite Radio Mix) – 3:47
3. Earth Song (Hani’s Radio Experience) – 3:33
4. Wanna Be Startin’ Somethin’ (Brothers in Rhythm House Mix) – 7:35

Kislemez (Egyesült Királyság)
1. They Don’t Care About Us (LP Edit) – 4:11
2. They Don’t Care About Us (Love to Infinity Walk in the Park Mix) – 7:18
3. They Don’t Care About Us (Love to Infinity Classic Paradise Mix) – 7:55
4. They Don’t Care About Us (Love to Infinity’s Anthem of Love Mix) – 7:46
5. They Don’t Care About Us (Love to Infinity Hacienda Mix) – 7:10
6. They Don’t Care About Us (Dallas Austin Main Mix) – 5:15

Visionary kislemez
CD oldal
1. They Don’t Care About Us (LP Edit) – 4:10
2. They Don’t Care About Us (Love to Infinity’s Walk in the Park Mix) – 7:19

DVD oldal
1. They Don’t Care About Us (LP Edit) – 4:10
2. They Don’t Care About Us (Love to Infinity’s Walk in the Park Mix) – 7:19
3. They Don’t Care About Us (1. videóklip – Brazíliában az Olodum együttessel) – 7:09

## Slágerlista
| Slágerlista (1996)                                | Legjobb helyezés |
| ------------------------------------------------- | ---------------- |
| Ausztrália (ARIA)                                 | 16               |
| Ausztria (Ö3 Austria Top 40)                      | 2                |
| Belgium (Ultratop 50 Flanders)                    | 9                |
| Belgium (Ultratop 50 Wallonia)                    | 3                |
| Czech Republic (Rádio Top 100 Oficiální)          | 1                |
| Denmark (Tracklisten)                             | 3                |
| Finnország (Singlet Top 20)                       | 6                |
| Franciaország (Single Top 100)                    | 4                |
| Németország (Media Control Charts)                | 1                |
| Hungary (MAHASZ)                                  | 1                |
| Iceland (Íslenski Listinn Topp 40)                | 20               |
| Ireland (IRMA)                                    | 7                |
| Italy (FIMI)                                      | 1                |
| Hollandia (Top 40)                                | 4                |
| Hollandia (Single Top 100)                        | 4                |
| Új-Zéland (Recorded Music NZ)                     | 9                |
| Norvégia (VG-lista)                               | 6                |
| Poland (LP3)                                      | 2                |
| Spain (AFYVE)                                     | 11               |
| Svédország (Sverigetopplistan)                    | 3                |
| Svájc (Schweizer Hitparade)                       | 3                |
| Egyesült Királyság (UK Singles Chart)             | 4                |
| UK R&B (Official Charts Company)                  | 2                |
| US Billboard Hot 100                              | 30               |
| US Hot Dance Club Songs (Billboard)               | 27               |
| US Hot Dance Music/Maxi-Singles Sales (Billboard) | 4                |
| US Hot R&B/Hip-Hop Songs (Billboard)              | 10               |
| US Rhythmic (Billboard)                           | 27               |

| Slágerlista (2006)                    | Legjobb helyezés |
| ------------------------------------- | ---------------- |
| Franciaország (Single Top 100)        | 66               |
| Ireland (IRMA)                        | 21               |
| Olaszország (FIMI)                    | 9                |
| Hollandia (Single Top 100)            | 38               |
| Spanyolország (PROMUSICAE)            | 2                |
| UK Singles (Official Charts Company)  | 26               |
| Slágerlista (2009)                    | Legjobb helyezés |
| Ausztrália (ARIA)                     | 18               |
| Ausztria (Ö3 Austria Top 40)          | 12               |
| Dánia (Tracklisten Top 40)            | 9                |
| European Hot 100 Singles              | 19               |
| Finnország (Singlet Top 20)           | 19               |
| Germany (Media Control Charts)        | 12               |
| Hot Canadian Digital Singles          | 49               |
| Hollandia (Single Top 100)            | 24               |
| Új-Zéland (Recorded Music NZ)         | 15               |
| Norvégia (VG-lista)                   | 10               |
| Svédország (Sverigetopplistan)        | 7                |
| Svájc (Schweizer Hitparade)           | 4                |
| UK Singles (Official Charts Company)  | 28               |
| US Billboard Hot Digital Songs        | 64               |
| Slágerlista (2012)                    | Legjobb helyezés |
| Franciaország (Single Top 100)        | 149              |
| Chart (2017)                          | Peak position    |
| Lengyelország (Polish Airplay Top 20) | 82               |

### Év végi összesítések
| Slágerlista (1996)               | Helyezés |
| -------------------------------- | -------- |
| Germany (Official German Charts) | 7        |

## Minősítések
| Ország                           | Minősítés | Elkelt példányszám |
| -------------------------------- | --------- | ------------------ |
| Ausztrália (ARIA)                | arany     | 35 000             |
| Németország (BVMI)               | platina   | 500 000            |
| Ausztria (IFPI Austria)          | arany     | 5.000              |
| Dánia                            | arany     | 45.000             |
| Franciaország (SNEP)             | arany     | 250.000            |
| Norvégia (IFPI Norway)           | arany     | 5.000              |
| Egyesült Királyság (BPI)         | ezüst     | 200.000            |
| Amerikai Egyesült Államok (RIAA) | arany     | 500.000            |